# 矯正局
矯正局（きょうせいきょく、Correction Bureau）は、日本において矯正施設の管理監督を行う法務省の内部部局である。司法省監獄局・行刑局、刑政局、矯正保護局を前身とする。

## 概要
矯正局は、刑事施設（刑務所・少年刑務所・拘置所）・少年施設（少年院・少年鑑別所）の管理監督及び被収容者の処遇方法の調査研究を行う組織である。

## 組織
局内には、総務課・成人矯正課・少年矯正課の三課と、医療体制の充実強化及び更生支援を専門的に担当する組織として、課長級の官である「矯正医療管理官」及び「更生支援管理官」が置かれている。また、各課には係や室が置かれ、例えば、総務課には、庶務、人事企画、法規、調査、共済、予算及び施設といった係が置かれている。
局の組織は、局長を筆頭に、各課課長及び参事官（9級＝課長級）が存在し、補佐官（6級＝課長補佐級）、法務専門官（5-4級＝課長補佐・係長級）がいるが、それ以外に、企画官（8-7級＝室長級）、調査官と呼ばれる専門的あるいは特命による業務遂行を行う役職も存在する。
所管する各施設（刑事施設・少年施設・婦人補導院）においてはその業務分類ごとに業務を行っているが、局と矯正管区については施設別の監督ではなく業務分類ごとの監督を行っている。

### 幹部
- 矯正局長
- 大臣官房審議官（矯正局担当）

### 内部組織
- 参事官（2）
- 総務課
  - 企画調整官
  - 矯正監査室
  - 矯正調査官（2）
  - 情報通信企画官
- 成人矯正課
  - 企画官（3）
  - 警備対策室 - 特別機動警備隊
- 少年矯正課
  - 企画官（2）
- 矯正医療管理官
  - 矯正医療企画官
- 更生支援管理官
  - 企画調整官

## 矯正管区
矯正管区（きょうせいかんく）は、矯正局の所掌事務を分掌し、刑事施設及び少年施設の適切な管理運営を図るために設けられた地方支分部局である。全国を8つの管轄区域に分け、それぞれに設置している。この管轄区域は、高等裁判所および高等検察庁の管轄区域と同一である。なお、矯正管区は法務省の地方支分部局であって、矯正局の出先機関ではない。
- 北海道矯正管区
- 東北矯正管区
- 関東矯正管区
- 中部矯正管区
- 近畿矯正管区
- 中国矯正管区
- 四国矯正管区
- 九州矯正管区

なお、2025年3月19日に公布された法務省組織令の一部を改正する政令（令和7年政令第59号）（による法務省組織令の改正により、2025年(令和7年)4月1日より矯正管区の名称が変更された。改正前はそれぞれ以下の名称が使用されていた。
- 札幌矯正管区
- 仙台矯正管区
- 東京矯正管区
- 名古屋矯正管区
- 大阪矯正管区
- 広島矯正管区
- 高松矯正管区
- 福岡矯正管区

### 沿革
- 1949年1月1日、矯正保護管区設置令（昭和23年政令第400号）により全国を８の矯正保護管区に分け、各管区に矯正保護管区本部を置くとされた。管区の所掌事務は現在と基本的に同じである。またそれぞれの管轄区域は、復帰前の沖縄県を除き、現在と同じである。
- 1949年6月1日、法務庁が、法務府に改組された際の法改正で、設置根拠が法務府設置法第13条の5に変更された。また規定は、「管区にわける」から、「矯正保護管区本部を置く」と改正された。
- 1952年8月1日、法務府が、法務省にに改組された際の法改正で、矯正保護管区が矯正管区に改称された。

## 不祥事・問題点
- 2001-2002年に発覚した名古屋刑務所の刑務官によるとされる受刑者への暴行致死傷事件（名古屋刑務所事件）により、矯正局の隠蔽体質が指弾され、矯正行政への信頼が失墜した。法務省内の調査検討委員会の中間報告は矯正局長に検事を充ててきたことの功罪まで言及した[2]。元検事総長の但木敬一は矯正局のトップは検事にこだわらず適材適所で考えた方がいい時代になったと思うと述べている[3]。2013年には刑務官出身の西田博が矯正局長に就任し、2018年には矯正局長に女性では初となる名執雅子が就任した。